# Список университетов и колледжей Нинся
Ниже приведен список университетов и колледжей Нинся-Хуэйского автономного района  (Китай).

## Обозначения
В статье используются следующие обозначения:
- Национальный: учебное заведение, управляемое одним из национальных ведомств.
- Провинциальный: учебное заведение, управляемое властями провинции.
- Частный: частное учебное заведение.
- Независимый: независимое учебное заведение.

## Список
| Название                                                                   | Китайское название       | Год  | Тип            | Город      | Ссылка                     | Примечания                                                            |
| -------------------------------------------------------------------------- | ------------------------ | ---- | -------------- | ---------- | -------------------------- | --------------------------------------------------------------------- |
| Северный университет Миньцзу                                               | 北方民族大学             | 1984 | Национальный   | Иньчуань   | http://www.nwsni.edu.cn    | Государственная комиссия по этническим вопросам (недоступная ссылка)  |
| Университет Нинся                                                          | 宁夏大学                 | 1958 | Провинциальный | Иньчуань   | http://www.nxu.edu.cn      | участник (недоступная ссылка) «Проекта 211»                           |
| Медицинский университет Нинся                                              | 宁夏医科大学             | 1958 | Провинциальный | Иньчуань   | http://www.nxmu.edu.cn/    | (недоступная ссылка)                                                  |
| Педагогический университет Нинся                                           | 宁夏师范学院             | 1975 | Провинциальный | Гуюань     | http://www.nxtu.cn         | (недоступная ссылка)                                                  |
| Технологический институт Нинся                                             | 宁夏理工学院             | 1985 | Частный        | Шицзуйшань | http://www.nxist.com/      | (недоступная ссылка)                                                  |
| Иньчуаньский энергетический колледж                                        | 银川能源学院             | 1999 | Частный        | Юннин      | http://www.ycu.com.cn/     |                                                                       |
| Профессионально-технический колледж Нинся                                  | 宁夏职业技术学院         | 2002 | Провинциальный | Иньчуань   | http://www.nxtc.edu.cn/    | Профессиональный (недоступная ссылка) колледж, участник проекта НМВПК |
| Промышленно-торговый профессионально-технический колледж Нинся             | 宁夏工商职业技术学院     | 2002 | Провинциальный | Иньчуань   | http://www.nxgs.edu.cn/    | Профессиональный (недоступная ссылка) колледж                         |
| Строительный профессионально-технический колледж Нинся                     | 宁夏建设职业技术学院     | 1978 | Провинциальный | Иньчуань   | http://www.nxjy.edu.cn/    | Профессиональный (недоступная ссылка) колледж                         |
| Судебно-полицейский профессиональный колледж Нинся                         | 宁夏司法警官职业学院     |      | Провинциальный | Иньчуань   | http://www.nsjy.com.cn/    | Профессиональный (недоступная ссылка) колледж                         |
| Финансово-экономический профессиональный колледж Нинся                     | 宁夏财经职业技术学院     |      | Провинциальный | Иньчуань   |                            | Профессиональный колледж                                              |
| Технический колледж виноградарства и по предотвращение опустынивания Нинся | 宁夏防沙治沙职业技术学院 |      | Провинциальный | Иньчуань   | http://www.nxfszs.com/     | Профессиональный (недоступная ссылка) колледж                         |
| Национальный профессионально-технический колледж Нинся                     | 宁夏民族职业技术学院     | 2001 | Провинциальный | Учжун      | http://www.nxmzy.com.cn/   | Профессиональный колледж                                              |
| Промышленный профессиональный колледж Нинся                                | 宁夏工业职业学院         | 1981 | Провинциальный | Шицзуйшань | http://www.ngzy.nx.edu.cn/ | Профессиональный (недоступная ссылка) колледж                         |